# Gneu Servili Gemin
Gneu Servili Gemin (llatí: Gnaeus Servilius P. f. Q. n. Geminus) va ser un magistrat romà del segle iii aC. Era fill de Publi Servili Gemin i formava part de la gens Servília, una antiga gens romana.
Va ser elegit cònsol l'any 217 aC junt amb Gai Flamini. Va iniciar el seu càrrec el dia dels idus de març rebent la Gàl·lia com a província, i va començar a organitzar les expedicions contra el general cartaginès Hanníbal Barca.
A continuació, va lliurar el seu exèrcit al dictador Quint Fabi Màxim Berrugós i, mentre el seu col·lega lliurava la desafortunada batalla del llac Trasimè, Servili Gemin va salpar amb una flota de 120 vaixells cap a les costes de Sardenya i Còrsega, de les quals va expulsar els cartaginesos, i va rebre ostatges dels caps locals. Llavors es va dirigir a Àfrica i, pel camí, va assolar l'illa de Mèninx (Gerba), però no va atacar Cercina perquè va rebre un tribut de deu talents dels seus habitants.
Va desembarcar a Àfrica i es va dedicar al saqueig, que perdonava si hom li pagava una quantitat; però va anar tornant negligent fins que, un dia, el varen sorprendre i el posaren en fuita. En aquesta topada, va perdre un miler d'homes, encara que va poder fugir amb la resta cap a Sicília. El comandament va ser traspassat a Publi Sura, que va rebre l'ordre de tornar la flota a Roma. Servili Gemin va avançar per tota Sicília a cavall i després, quan el dictador Quint Fabi Màxim Berrugós el va reclamar, va creuar l'estret per anar a trobar-lo. A la tardor, va prendre el comandament de l'exèrcit de Minuci Rufus i amb el seu col·lega Marc Atili Règul va fer la guerra a Hanníbal amb una tàctica que consistia a evitar sempre una batalla directa.
El senat li va prorrogar l'imperium per l'any 216 aC i abans de la batalla de Cannes va ser l'únic, junt amb el cònsol Luci Emili Paulus, que es va pronunciar per no lliurar la batalla, que finalment es va produir i on va morir el mateix Servili Gemin.